# Accounts of Chemical Research
L'Accounts of Chemical Research è un giornale scientifico peer review mensile pubblicato dall'American Chemical Society contenente articoli di ricerca di base e applicazioni in chimica e biochimica. È stata fondata nel 1968 e il caporedattore è Cynthia J. Burrows (Università dello Utah).

## Estratti e indici
Il giornale ha i seguenti estratti e indici in:
- Chemical Abstracts Service
- CAB International
- Current Contents/Life Sciences
- Current Contents/Physical, Chemical & Earth Sciences
- EBSCOhost

- Proquest
- PubMed
- Scopus
- Science Citation Index

Secondo il Journal Citation Reports, la rivista ha un impact factor nel 2017 di 20.955.